# Ricardo Escuela
Daniel Ricardo Escuela (23 de maig de 1983) és un ciclista argentí, professional des del 2007 i actualment a l'equip Agrupación Virgen de Fatima.

## Palmarès
- 2005
  - Vencedor d'una etapa a la Volta a San Juan
- 2006
  - Vencedor d'una etapa al Girobio
- 2007
  - Vencedor d'una etapa a la Volta a San Juan
  - Vencedor d'una etapa a la Cascade Cycling Classic
  - Vencedor d'una etapa a la Tulsa Tough
- 2008
  - Vencedor d'una etapa a la Cascade Cycling Classic
  - Vencedor d'una etapa a la Tour de Utah
- 2009
  - Vencedor d'una etapa a la Volta a San Juan
- 2010
  - Vencedor d'una etapa al Giro del Sol San Juan
- 2011
  - Vencedor de 2 etapes a la Volta a San Juan
  - Vencedor d'una etapa a la San Dimas Stage Race
- 2013
  - Vencedor d'una etapa al Giro del Sol San Juan
- 2014
  - Vencedor de 3 etapes a la Volta a San Juan
- 2015
  - Vencedor de 4 etapes a la Volta a San Juan
  - Vencedor d'una etapa al Giro del Sol San Juan
- 2017
  - 1r al Giro del Sol San Juan i vencedor d'una etapa